# 洪昌旭
洪昌旭（韓語：홍창욱），韓國電視劇導演。

## 作品列表

### 電視劇
- 2004年：SBS《在你身邊》
- 2004年：SBS《魔術》
- 2005年：SBS《鑽石的眼淚》
- 2007年：SBS《追趕江南媽媽》
- 2008年：SBS《神的天秤》
- 2010年：SBS《濟眾院》
- 2011年：SBS《要帥氣的生活》
- 2014年：SBS《Three Days》
- 2014年：SBS《奔跑吧薔薇》

### 企劃作品
- 2016年：SBS《我女婿的女人》
- 2016年：SBS《一滴一滴的愛》
- 2018年：SBS《善良魔女傳》
- 2018年：SBS《如果是她的話》
- 2018年：SBS《Ms.Ma，復仇的女神》
- 2018年：SBS《江南醜聞》
- 2018年：SBS《命運與憤怒》

### 製作作品
- 2015年：SBS《魔女之城》
- 2016年：SBS《我女婿的女人》

## 外部連結
- NAVER （页面存档备份，存于）